# Utetes arcithorax
Utetes arcithorax är en stekelart som först beskrevs av Fischer 1988.  Utetes arcithorax ingår i släktet Utetes och familjen bracksteklar. Inga underarter finns listade i Catalogue of Life.